# Marc Planus
Marc Planus, né le 7 mars 1982 à Bordeaux, est un ancien footballeur international français qui évolue au poste de défenseur. 
Il effectue l'ensemble de sa carrière aux Girondins de Bordeaux entre 2001 et 2015.

## Biographie

### Parcours aux Girondins de Bordeaux
Formé au club des Girondins de Bordeaux, il prend part à son premier match professionnel le 15 décembre 2001 en entrant en fin de match lors du 32e de finale de Coupe de France face à Fréjus (victoire 0-6). Il participe ensuite à son premier match en Ligue 1 le 9 novembre 2002 à l'occasion de la rencontre face au Stade rennais. 
Devenu international espoir français, il devient rapidement indispensable à son club formateur grâce à ses tacles et ses interventions pleines de sang froid face aux attaquants adverses. Il remporte d'ailleurs la Coupe de la Ligue en 2007 en étant élu meilleur joueur de la finale.
Lors de la saison 2008-2009, il participe au doublé Championnat-Coupe de la Ligue en disputant 28 matchs en Ligue 1 pour un but marqué.
La saison suivante commence d'une très belle manière pour lui et ses coéquipiers. Il forme avec Mickaël Ciani une redoutable paire de défenseurs centraux. Il participe grandement aux superbes parcours des Bordelais; en championnat où ils terminent premiers à mi-parcours avec une dizaine de points d'avance et premiers de leur groupe en Ligue des champions avec 16 points sur 18 possibles.
Lors de la deuxième partie de saison, Marc connaît une période mitigée. Il enchaîne de nombreuses blessures et certains autres cadres de l'équipe girondine se fatiguent. Les Girondins terminent alors la saison 2009-2010 à une décevante sixième place, échouent en finale de la Coupe de la Ligue, ainsi qu'en 1/4 de finale de la Ligue des champions, contre Lyon (1-3 et 1-0).
Lors de la saison 2010-2011, il est souvent blessé et ne dispute que 11 matchs de Ligue 1. En 2011-2012, il participe à 27 matchs de championnat et marque un but.
Lors de la saison 2014-2015, Bien que mis au placard par son entraîneur Willy Sagnol, il est le héros du derby de la Garonne en inscrivant un but juste avant sa sortie pour son premier match en ligue 1 de la saison et une victoire 2-1 à domicile.
Le 30 avril 2015 lors d'une conférence de presse, Marc Planus annonce qu'il quitte le club après 26 années passées aux Girondins de Bordeaux (il y est arrivé à l'âge de sept ans en catégorie poussins). Il explique alors ne pas vouloir pour autant arrêter sa carrière et espère jouer une ou deux saisons à l'étranger. Cependant, il annonce qu'il met un terme à sa carrière sportive en septembre 2015 pour passer ses diplômes d'entraîneur.

### Parcours en sélection
Le 24 mai 2010, à la suite du forfait de Lassana Diarra, il est sélectionné par Raymond Domenech dans une liste de 23 joueurs en vue de la Coupe du monde 2010. 
Le 30 mai 2010, il honore sa première sélection dans un match de préparation pour la Coupe du monde 2010 face à la Tunisie (1-1), en remplaçant Éric Abidal à la mi-temps.

## Palmarès

### Avec les Girondins de Bordeaux
- Champion de France en 2009
- Vainqueur de la Coupe de France en 2013
- Vainqueur de la Coupe de la Ligue en 2007 et 2009
- Vainqueur du Trophée des Champions en 2008 et 2009
- Vice-champion de France en 2006 et 2008
- Finaliste de la Coupe de la Ligue en 2010

### En équipe de France
- 1 sélection en 2010
- Participation à la Coupe du Monde en 2010 (Premier Tour)

## Statistiques

### Générales
- 300 matchs et 5 buts en Ligue 1
- 15 matchs et 1 but en Ligue des Champions
- 29 matchs et 1 but en Ligue Europa

### Matchs internationaux
| # | Date        | Lieu                                | Adversaire | Résultat | Compétition  | Notes                                                  |
| - | ----------- | ----------------------------------- | ---------- | -------- | ------------ | ------------------------------------------------------ |
| 1 | 30 mai 2010 | Stade du 7-Novembre, Radès, Tunisie | Tunisie    | N 1 - 1  | Match amical | Entre en jeu à la place d'Éric Abidal à la 46e minute. |